# Singil (métro de Séoul)
Singil (hangeul : 신길 ; hanja : 新吉) est une station de correspondance entre la ligne 1 et la ligne 5 du métro de Séoul. Elle est située au 327 Yeongdeungpo-ro, dans le quartier Singil 1-dong de l'arrondissement Yeongdeungpo-gu, à Séoul en Corée du Sud.
Ouverte en 1996 sur la ligne 5, elle devient une station de correspondance avec la ligne 1 en 1997. Elle est desservie par les rames des services omnibus et express de la ligne 1 et par les rames du service omnibus de la ligne 5.

## Situation sur le réseau

Plan du réseau (2023)

La station Singil est une station de correspondance entre la ligne 1 et la ligne 5 du métro de Séoul : 
sur la ligne 1, établie en surface, c'est une station de passage située entre la station Daebang, en direction du terminus nord Yeoncheon, et la station Yeongdeungpo, en direction du terminus ouest Incheon ou du terminus de branche sud-ouest Sinchang, via la station de bifurcation Guro ; 
sur la ligne 5, établie en souterrain, c'est une station de passage située entre la station Marché d'Yeongdeungpo, en direction du terminus ouest Banghwa, et la station Yeouido, en direction du terminus est Hanam Geomdansan, ou du terminus de branche Macheon, via la station de bifurcation Gangdong.

## Histoire
La station Singil, en souterrain, est mise en service le 12 août 1996, lors de l'ouverture à l'exploitation  des 7,8 km, de la section de Kkachisan à Yeouido de la ligne 5 du métro de Séoul. La station souterraine de la ligne 5 est proche des voies de la ligne Gyeongbu une section de la ligne 1 du métro de Séoul, pour permettre les correspondances une station provisoire est ouverte le 30 avril 1997 sur la ligne 1 et un passage souterrain de correspondance, d'une longueur d'environ 260 m, entre la station souterraine et la station en surface,,
En 2003, les quais du service omnibus de la ligne 1 sont équipés, à titre expérimental sur le réseau Korail, de portes palières,.

## Services aux voyageurs

### Accès et accueil
La station est établie au 327 Yeongdeungpo-ro, dans le quartier Singil 1-dong. Elle dispose de trois bouches numérotées de 1 à 3. Les bouches 1 et 2 sont situées, sur la Yeongdeungpo-ro, de part et d'autre des voies de la station en surface de la ligne 1 et la bouche n°3 est située, sur la Gyongin-ro 114ga-gil, à l'extrémité ouest de la station souterraine de la ligne 5, a plus de 300 m des bouches 1 et 2. Pour les cheminements piétonniers, entre les sous-sol de la station ligne 5 et du passage de correspondance avec la surface et l'étage de la salle d'accueil et de la billetterie dans le bâtiment de la ligne 1, la station est équipée d'escaliers, d'escaliers mécaniques et d'ascenseurs.

Installations
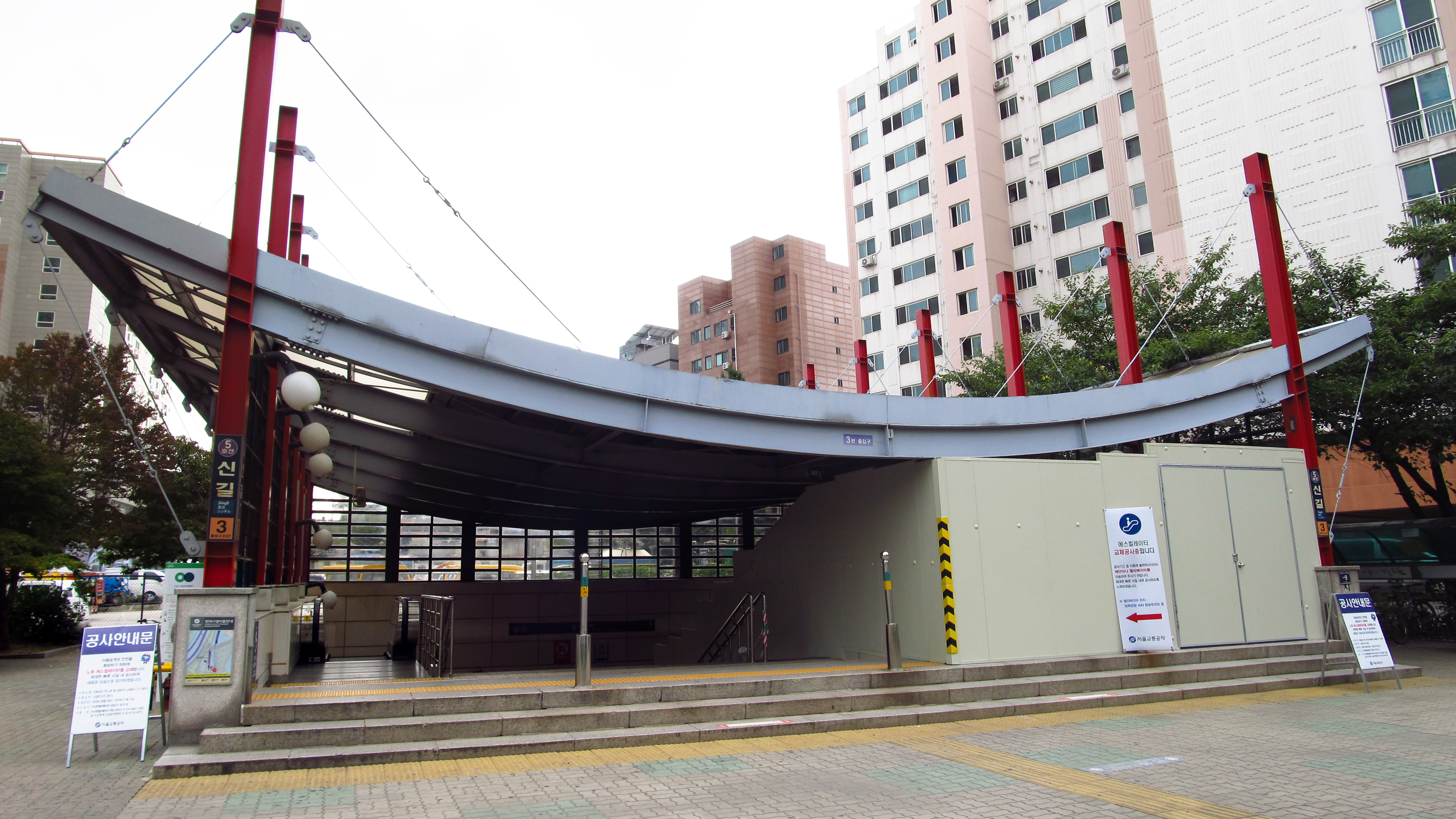
Bouche n°3, en 2018.
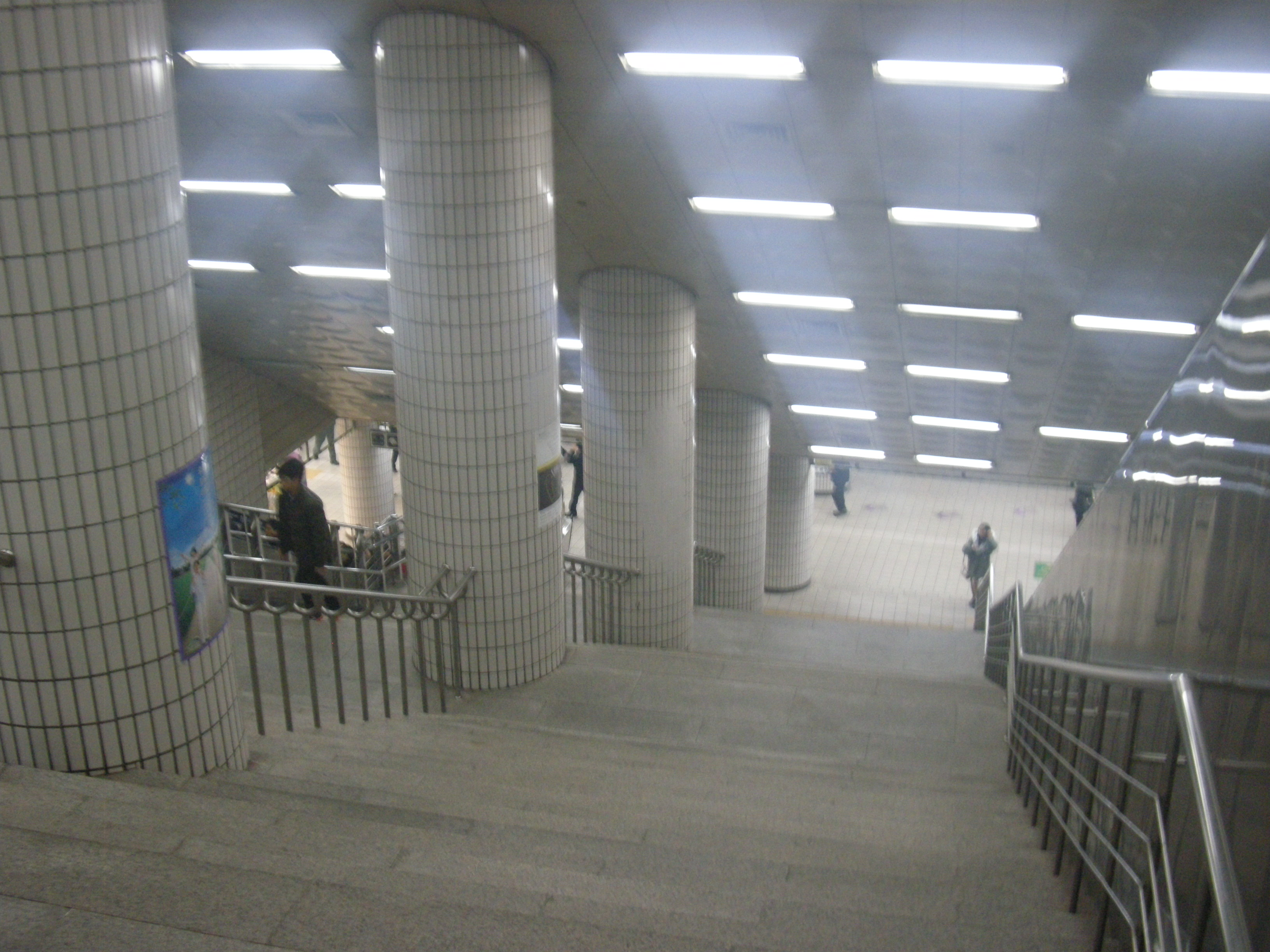
Escaliers du passage de correspondance, en 2012.
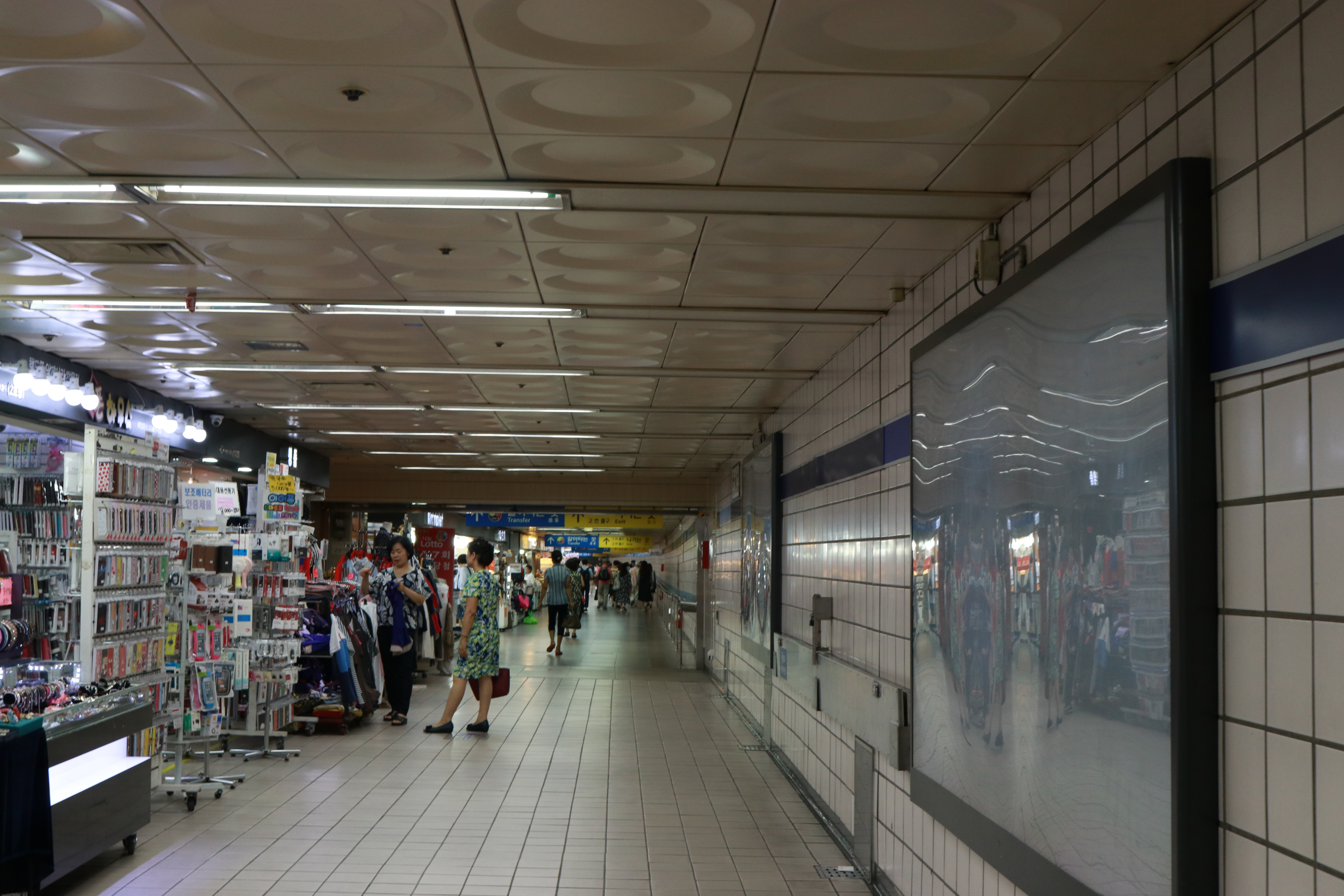
Passage de correspondance, en 2017.

### Desserte

#### Station ligne 1
Singil est desservie par les rames des services omnibus et express de la ligne 1. Elle dispose d'un quai central et deux quais latéraux équipés de portes palières.

Installations ligne 1
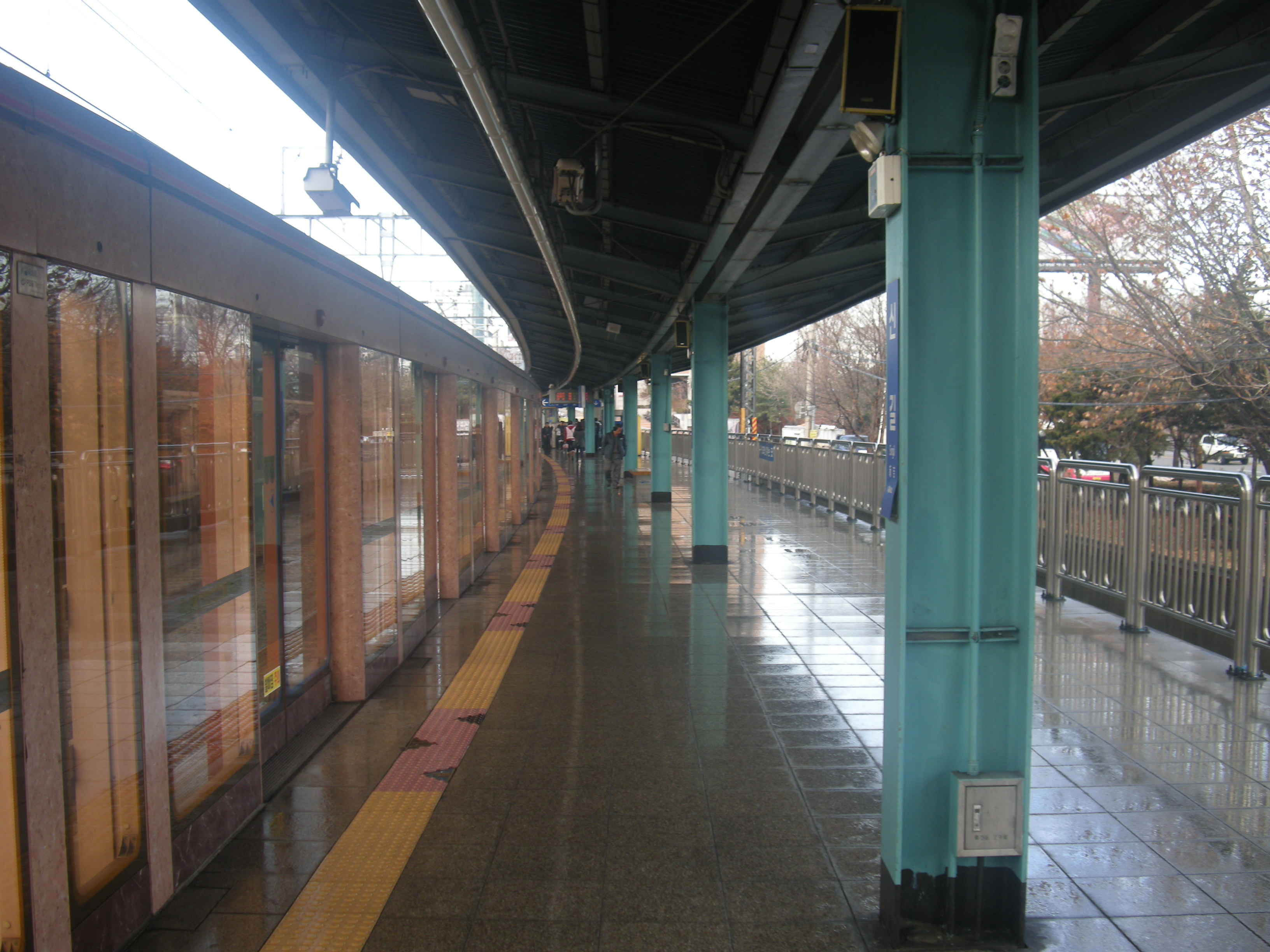
En 2012.
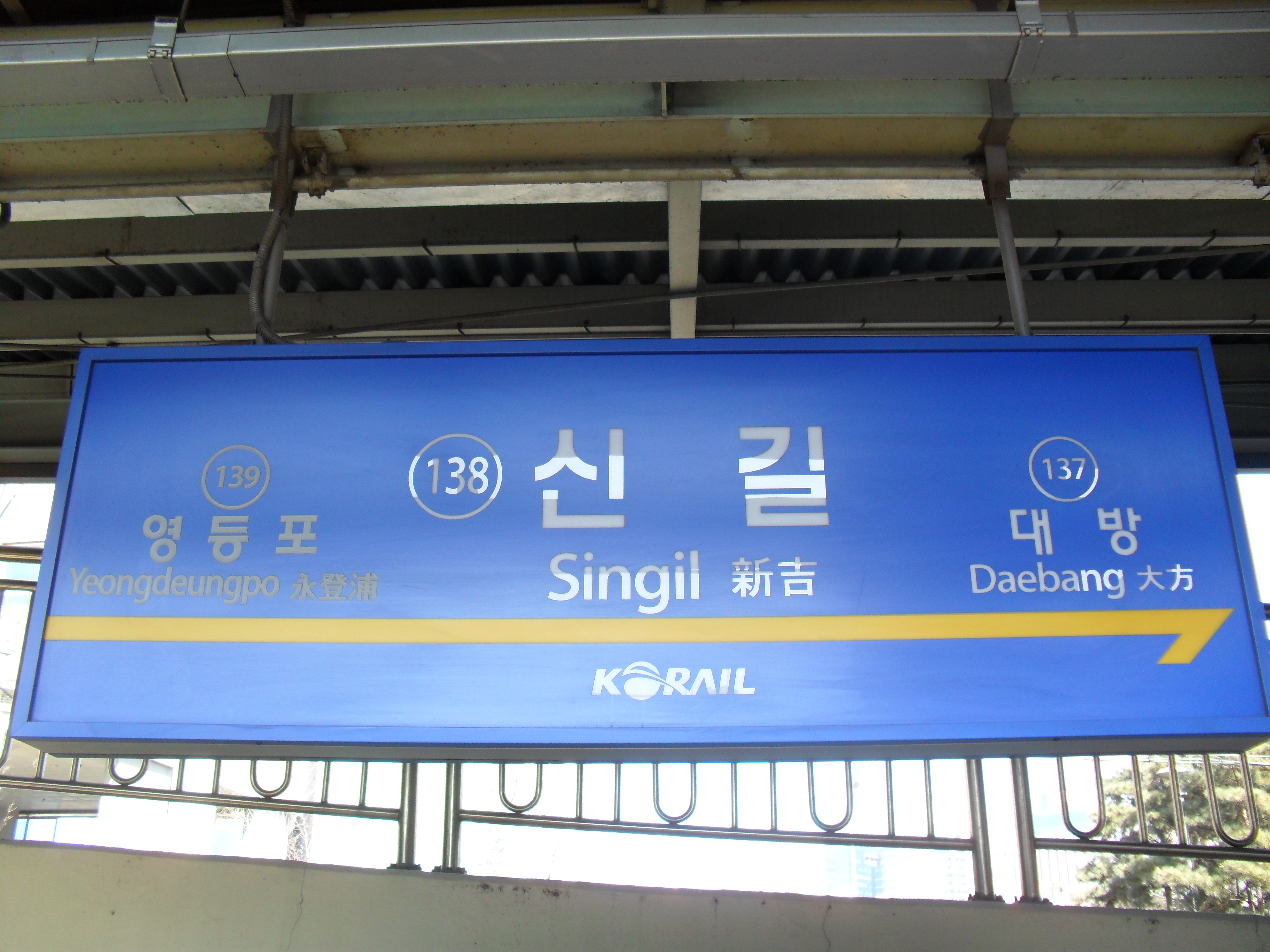
En 2011.
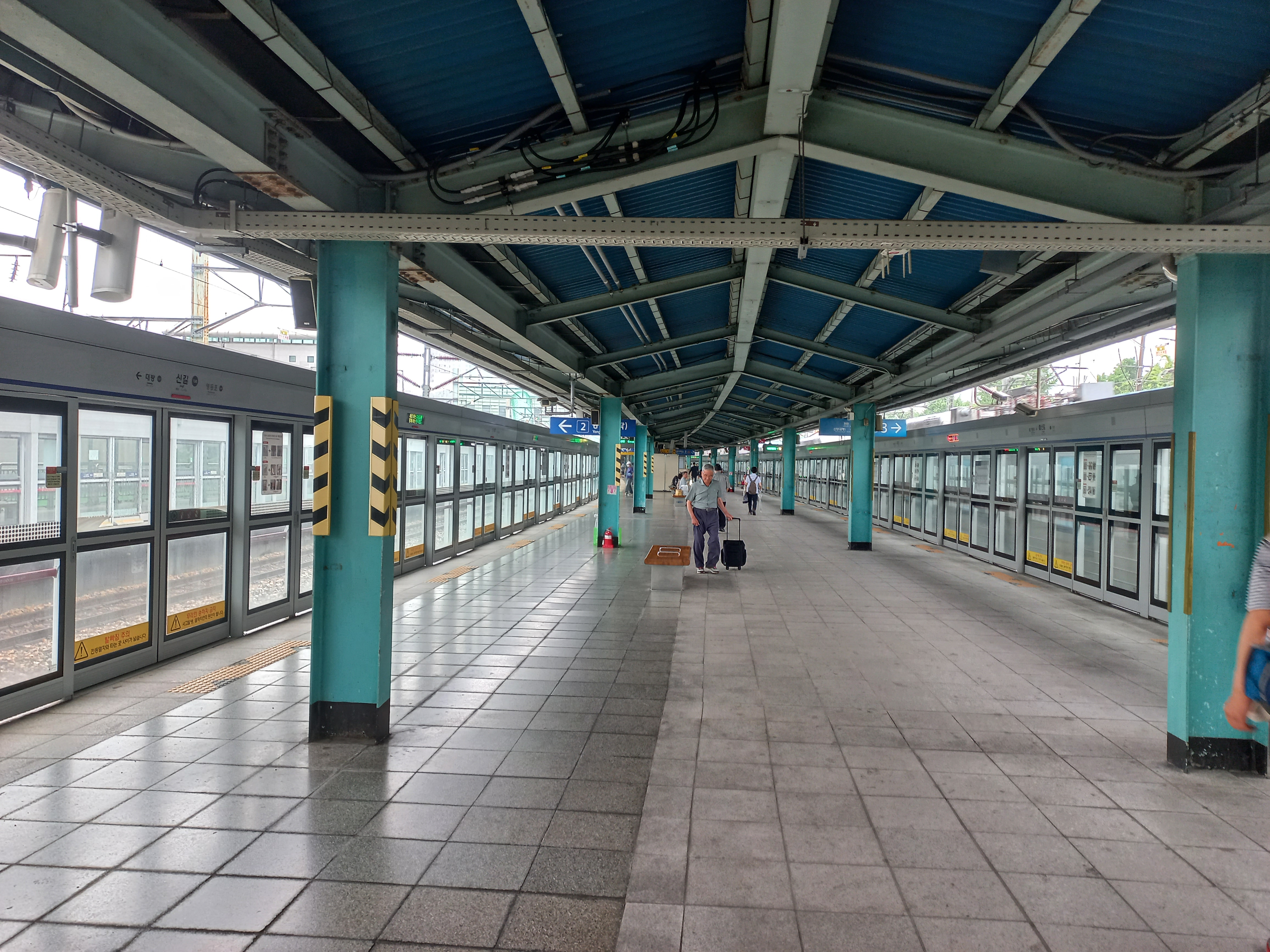
En 2023.

#### Station ligne 5
Singil est desservie par les rames du service omnibus de la ligne 5. Elle dispose de deux quais latéraux équipés de portes palières.

Installations ligne 5
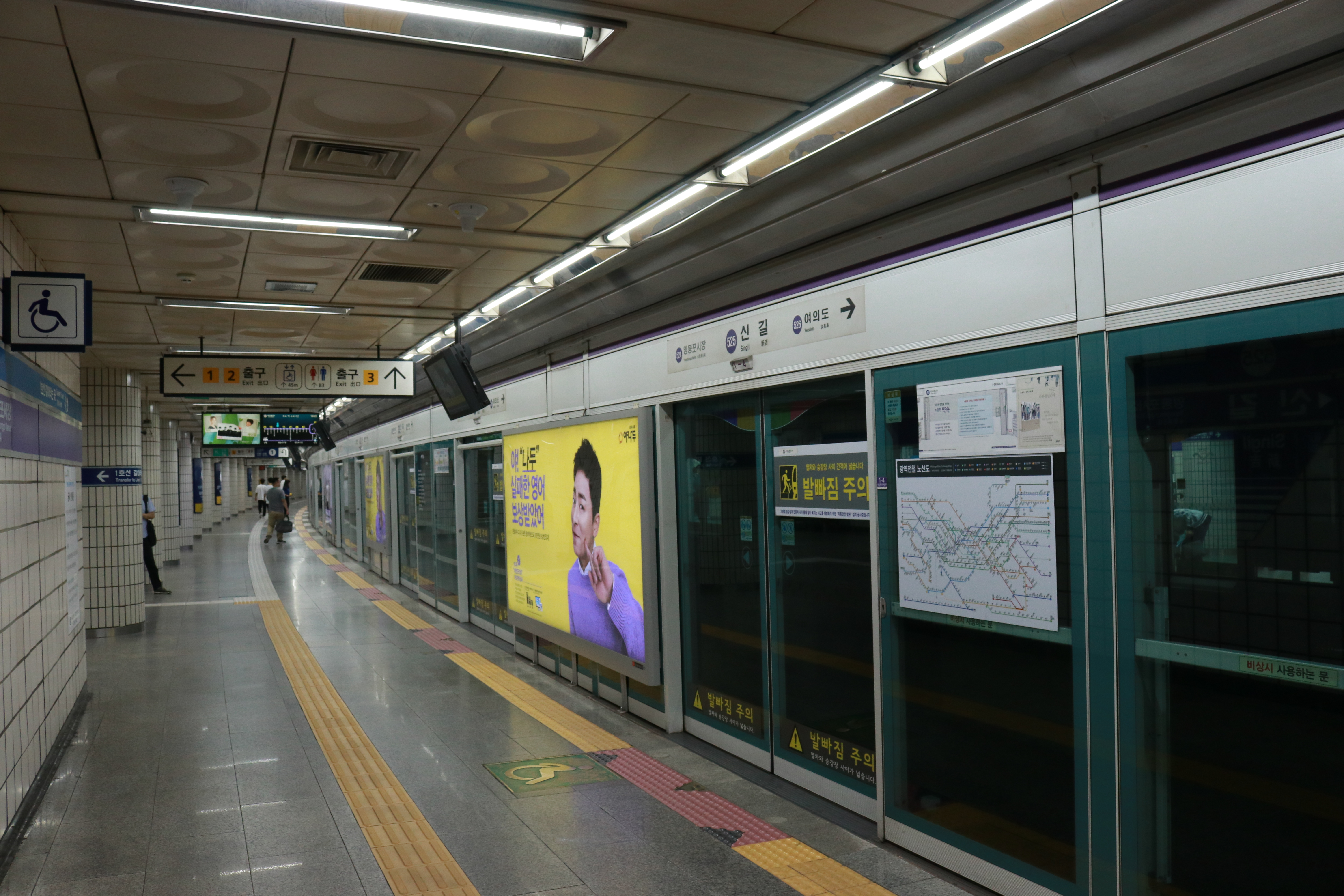
En 2017.
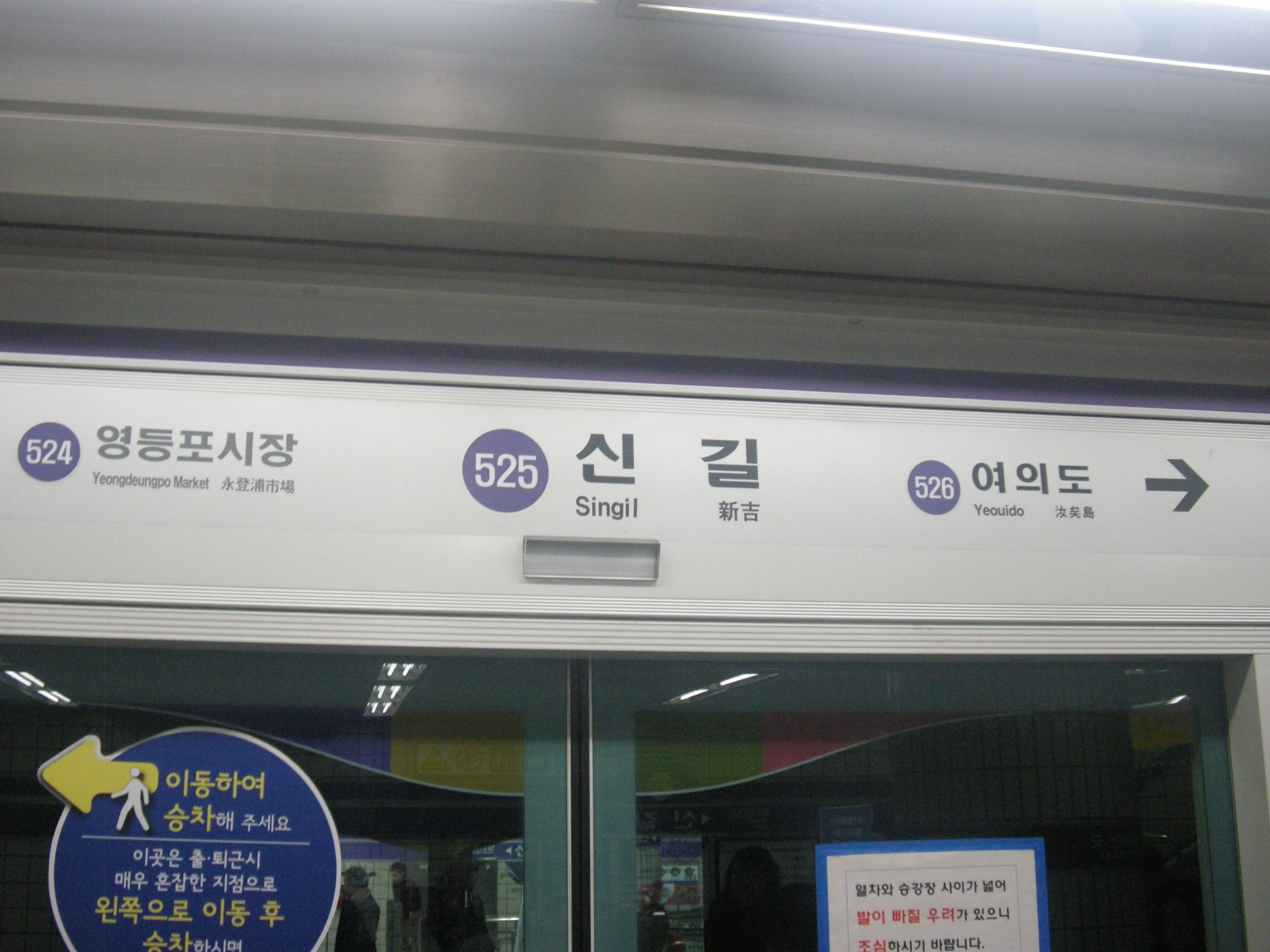
En 2012.
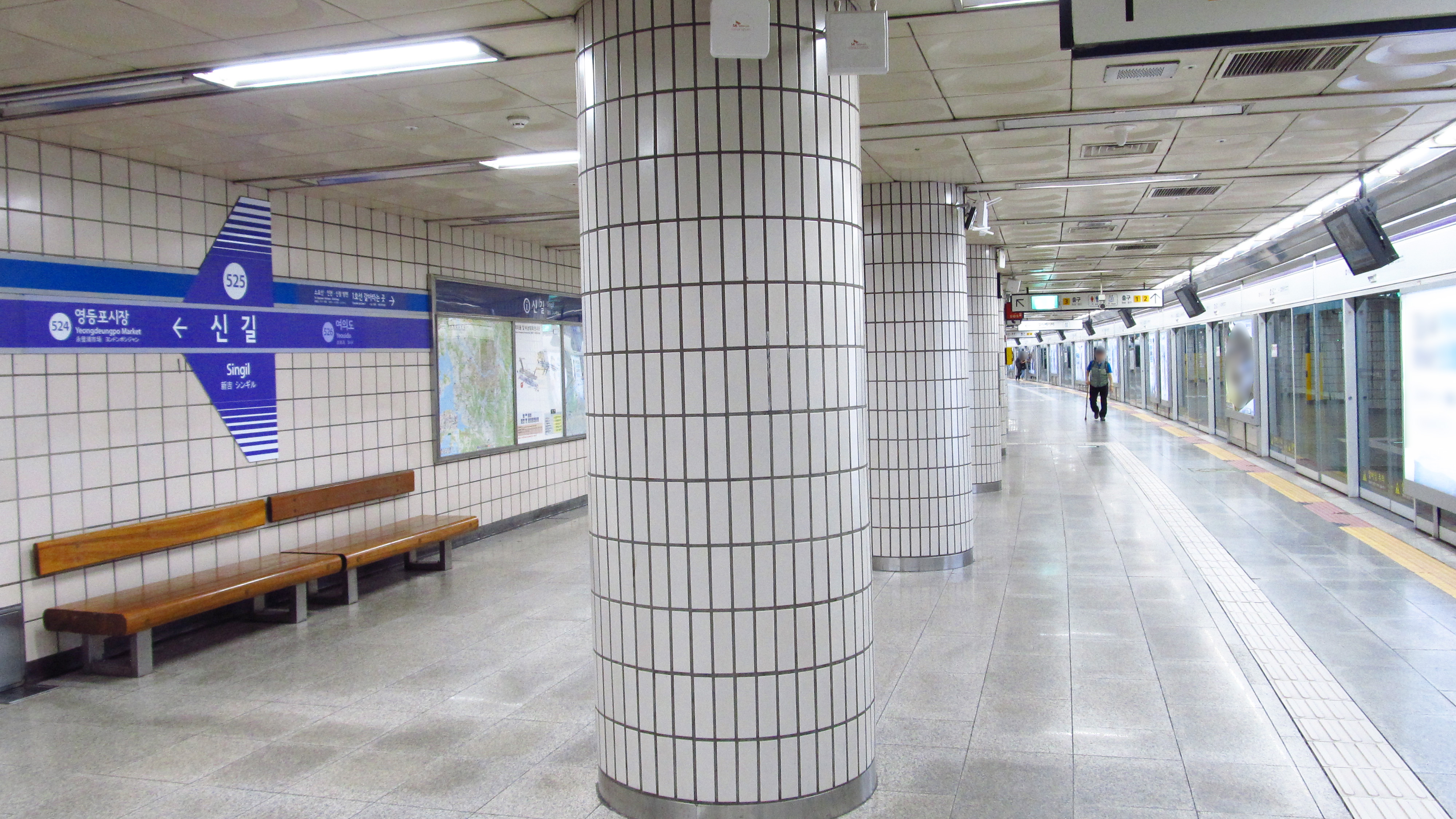
En 2018.

### Intermodalité
Des arrêts de bus sont situés à proximité des bouches.

## À proximité
Elle dessert notamment le Parc écologique Yeouido Saetgang (en).